# ISO 31
Международный стандарт ISO 31 («величины и единицы измерения», 1992) даёт определения физических величин, способов их измерения и единиц измерения. Обозначениям стандарта следуют в научной, технической и учебной литературе. В настоящее время заменяется более современным стандартом ISO/IEC 80000.
14 частей стандарта покрывают следующие области знаний:
- ISO 31-0: Общие положения (включая терминологию в английском языке)
- ISO 31-1: Пространство и время (заменяется стандартом ISO/IEC 80000-3:2007)
- ISO 31-2: Периодические явления (заменяется стандартом  ISO/IEC 80000-3:2007)
- ISO 31-3: Механика (заменяется стандартом  80000-4:2006)
- ISO 31-4: Тепловая энергия (заменяется стандартом ISO/IEC 80000-5:2007)
- ISO 31-5: Электричество и магнетизм
- ISO 31-6: Свет и ближние к нему диапазоны электромагнитного излучения
- ISO 31-7: Акустика (заменяется стандартом ISO/IEC 80000-8:2007)
- ISO 31-8: Физическая химия и молекулярная физика
- ISO 31-9: Атомная и ядерная физика
- ISO 31-10: Ядерные реакции и ионизирующее излучение
- ISO 31-11: Математические обозначения, используемые в физике и технологиях
- ISO 31-12: Транспорт
- ISO 31-13: Физика твёрдого тела